# Mærsk Mc-Kinney Møller
 For alternative betydninger, se Mærsk Mc-Kinney Møller (flertydig). (Se også artikler, som begynder med Mærsk Mc-Kinney Møller)
Arnold Mærsk Mc-Kinney Møller (13. juli 1913 i Sions Sogn, Østerbro, København – 16. april 2012 på Rigshospitalet ) var en dansk skibsreder og administrerende direktør i A.P. Møller-Mærsk A/S.

## Baggrund og uddannelse
Mærsk Mc-Kinney Møller var søn af skibsreder A.P. Møller og Chastine Estelle Roberta Mc-Kinney Møller. I 1930 tog han realeksamen fra Øregård Gymnasium i Hellerup, hvor han også lærte sin senere hustru Emma Marie Neergaard Rasmussen at kende. Fra 1. september 1930 til 25. juni 1932 var han ansat i C.K. Hansens Rederier, hvorpå han blev ansat i A.P. Møller-koncernen. Fra april til september 1934 aftjente han sin værnepligt i det daværende 1. Regiment, og vendte derefter, fra den 22. oktober 1934 til den 31. december 1935, tilbage til sin ansættelse i Rederiets, der dengang havde hovedsæde i Kongens Nytorv 8. I perioden januar 1936 til september 1938 var han ansat i rederiet og mæglerfirmaet Hogarth & Sons i London og Glasgow, merchant bank Lazard Brothers & Co. i London samt rederiet L. Martin Cie. i Paris. 1938 blev Møller udnævnt til prokurist i A.P. Møller, og den 30. oktober 1939 udnævntes han til bestyrelsesmedlem i Aktieselskabet Dampskibsselskabet Svendborg.

## Familie
Den 22. maj 1940 blev han og hans tidligere gymnasiekammerat Emma Marie Neergaard Rasmussen (sidenhen Emma Mc-Kinney Møller, 1913-2005) viet i Taarbæk Kirke. Sammen fik de døtrene Leise Mærsk Mc-Kinney Møller (f. 1941), Kirsten Mærsk Mc-Kinney Olufsen (f. 1944) og Ane Mærsk Mc-Kinney Uggla (f. 1948). Sidstnævnte har flere bestyrelsesposter inden for Mærsk-koncernen og overtog efter faderens død formandsposten i Almenfonden.
Den 14. juni 2013 navngav Ane Mærsk Mc-Kinney Uggla det første af 20 nye containerskibe af Mærsk Triple E-klasse med navnet Mærsk Mc-Kinney Møller. Skibet M/V Mærsk Mc-Kinney Møller, der på daværende tidspunkt var verdens største containerskib, blev bygget af Daewoo Værftet i Sydkorea.

## Under Besættelsen
Under Besættelsen opholdt Mærsk Mc-Kinney Møller sig i New York for at søge at befragte de skibe, som den 9. april 1940 var uden for dansk farvand. Den 24. maj 1940 blev Mærsk Mc-Kinney Møller optaget som partner i Firmaet A.P. Møller, men det mislykkedes at nå til enighed med de amerikanske myndigheder om brug af skibene, der blev taget til krigsformål. I stedet påbegyndte han at forberede rederiets fremtid efter 2. verdenskrigs ophør. I disse år forestod Møller et frasalg af store dele af tankflåden. Efter krigen satsede man på trampfart og gik ind i containerfragt i 1971.

## Efter krigen: I spidsen for A.P. Møller
I 1947 kom han tilbage til Danmark og overtog gradvist det daglige ansvar for dele af rederiets aktiviteter, herunder Maersk Line, som begyndte at udvide linjenettet og oprette kontorer ude i verden.
Møller overtog ledelsen af A.P. Møller Gruppen ved sin fars død i 1965 og blev formand for diverse bestyrelser i rederierne. Den solide vækst, der kendetegnede virksomhederne i Mærsk-gruppen i 1950'erne og 1960'erne tilskrives Møller, herunder nyudviklingen af forretningsområder som eksempelvis detailhandel, der for alvor tog fart med etableringen af Føtex i 1960.
Med IBM som eneste undtagelse brugte Møller al sin energi på Mærsk-koncernens egne virksomheder frem for – som mange andre erhvervsledere – at have mange bestyrelsesposter. Han var fra 1970 til 1984 det eneste ikke-amerikanske bestyrelsesmedlem i den amerikanske computervirksomhed.
Mærsk Mc-Kinney Møller trak sig tilbage i 1993 fra den daglige ledelse og overgav ansvaret til skibsreder Jess Søderberg. Han fortsatte selv endnu nogle år som bestyrelsesformand for rederierne; helt frem til 2010 som bestyrelsesformand i Maersk Broker, og helt frem til sin død som formand for de magtfulde Almenfonden og Familiefonden, der til sammen ejer over halvdelen af koncernen. I 2003 – som 90-årig – gik han på pension og blev afløst af Michael Pram Rasmussen. Han var frem til sin død fortsat medindehaver af koncernen.

## Personlighed
I modsætning til sin far vedblev han med at være et ganske privat menneske trods den offentlige interesse, og han gav først et interview i forbindelse med forhandlingerne om oliekoncessionerne i Nordsøen i 1980.
Han delte derimod sin fars trang til at markere sig – undertiden endda ganske skarpt – i den offentlige debat.
Det var eksempelvis en klar holdningstilkendegivelse, da han under Golfkrigen stillede containerskibe gratis til rådighed for USA's våbentransporter.
I 1998 fik Møllers utilfredshed med Pinsepakken ham til at true med at flytte virksomheden ud af Danmark og bremse investeringer i Nordsøen. Det skete dog ikke.
Derimod solgte han Berlingske Tidende, da avisen bragte en kulegravende artikelserie om Riffelsyndikatet. Firmaet, der solgte våben til tyskerne under 2. verdenskrig, var dengang ejet af A.P. Møller. Da den første artikel udkom i november 1999, reagerede Mærsk Mc-Kinney Møller ved at sælge sin aktiemajoritet.
Hr. Møller, som han også kaldtes, blev kendt for begrebet: rettidig omhu, som han lærte af sin far.

## Livsstil
Selv efter at han trak sig tilbage som bestyrelsesformand, fortsatte Mærsk Mc-Kinney Møller med at møde på arbejde hver dag og tage trapperne de seks etager op til sit kontor.

## Formue
På Forbes' liste over verdens rigeste personer var han i 2007 placeret som nummer 557 med en formue på 1,8 milliarder dollars (svarende til 11,13 milliarder kroner). For Danmarks vedkommende opgjorde Berlingske Nyhedsmagasin i 2006 en samlet formue på cirka 142 milliarder kroner, hvilket skulle gøre ham til landets rigeste. Igen i 2010 gjorde Berlingske Nyhedsmagasin et forsøg på at estimere skibsrederens formue, som sluttede med et bud på 125 milliarder kroner. Det giver naturligt nok en del usikkerhed om den reelle størrelse af skibsrederens rigdom. En forklaring herpå kunne ligge i at formuen lå i en konstruktion af bindinger i tre fonde, som tilsammen ejer 54 procent af aktierne i koncernen A.P. Møller-Mærsk.

## Filantropi
1. oktober 2004 overdrog skibsrederen som en gave Operaen på Holmen til den danske stat i sin egenskab af formand for A.P. Møller og Hustru Chastine Mc-Kinney Møllers Fond til almene Formaal. Han har ligeledes stået bag en lang række gaver til offentligheden, herunder en helikopterplatform på Rigshospitalet og en restaurering af Gefionspringvandet.

## Mindeord
- Helle Thorning-Schmidt: "Danmark har mistet en betydningsfuld erhvervsmand og en person af en særlig støbning." [7]
- New York Times: "Mærsk Mc-Kinney Møller, en umådeligt rig og magtfuld dansk erhvervsmand, der gjorde familiens rederivirksomhed til verdens største." [8]
- Politiken: "Få har sat stærkere præg på Danmark i sidste halvdel af det 20. århundrede." [kilde mangler]
- Berlingske Tidende: "Som mennesketype var Mærsk af højeste karat med en ubøjelig vilje, men også en forretningsmand, der langsomt men sikkert lukkede op for en stram og klassisk virksomhedskultur." [9]
- Jyllands-Posten: "Dansk erhvervsliv har mistet et fyrtårn, som man trygt kunne sætte kursen efter, når det stormede. Danmark har mistet en ægte dansker." [kilde mangler]

## Ordener
Mærsk Mc-Kinney Møller fik tildelt Elefantordenen d. 15. december 2000.
Mærsk Mc-Kinney Møller var i øvrigt dekoreret med:
- Dannebrogordenens Storkors (tildelt d. 22. april 1983),
- Sankt Olavs Ordens kommandørkors med Stjerne (Norge),
- Order of the British Empire, kommandørkors med Stjerne (Storbritannien),
- Den islandske Falkeordens Storridder med Stjerne (Island),
- Den Hellige Skats Orden (Zui ho sho) 2. klasse (Japan),
- Krone Orden (Mongkut-Siam) (Thailand),
- Ordenen Vasco Nuñez de Balboa,
- Ouissam Alouite Orden